# Joe Coleman (pintor)
Joe Coleman (n. Norwalk, Connecticut, 22 de noviembre de 1955) es un pintor, ilustrador y artista estadounidense.
Nacido como Joseph Coleman Jr., sus padres fueron un veterano de la II Guerra Mundial y la hija de un boxeador profesional. Es conocido por sus retratos intrincadamente detallados de sujetos tanto famosos como infames: artistas, personajes fuera de la ley, asesinos seriales, estrellas de cine, amigos, y familiares; pintándolo de manera detallista con un pincel de un solo cabello y el uso de una lupa de joyero, por lo que muchos de los detalles de sus obras no son visibles a simple vista. La mayoría de sus retratos representan al sujeto en el centro de la tela, losanges que contienen escenas biográficas y detalles de la vida de los sujetos en forma de anillo que rodea la imagen central.

## Exposiciones
- Civilian Warfare, 1985, Nueva York.
- Wooster Gallery, 1986, Nueva York.
- Chronocide Gallery, 1987, Nueva York.
- New York Academy of Art, 1987, Nueva York.
- New Works, 1988, Todd Capp Gallery, Nueva York.
- La Luz de Jesus Gallery, 1991, Los Ángeles.
- Cult Rapture, Center on Contemporary Art, 1993, Seattle.
- Wild Flees/Proud Flesh, 1996, Haarlem, Países Bajos.
- Deep Inside: The Art of Porno, 1996, Lausanne, Suiza.
- Killer Art, 1997, Barrister’s Gallery, Nueva Orleans.
- Selections from Private Collections: A Retrospective, 1998, Ann Nathan Gallery, Chicago.
- Original Sin, 1998, The Horse Hospital, Londres, Inglaterra.
- LOVE, 1998, American Visionary Art Museum, Baltimore
- Joe Coleman: Matrix 139, 1999, The Wadsworth Athenaeum, Hartford.
- Musée Boijmans Van Beuningen, Róterdam, 2001
- War and Peace, 2001, American Visionary Art Museum, Baltimore
- Wormhole, 2002, Franz Hals Museum, Haarlem, Países Bajos.
- Unquiet Voices: English & American Visionary Art 1903 – 2003, 2003, The Horse Hospital, Londres.
- A Kansas Art Sampler, 2004, The Spencer Art Museum, Lawrence, Kansas
- Joe Coleman: 33 Paintings and a Selection from the Odditorium, 2006, Jack Tilton Gallery, Nueva York.
- Joe Coleman, Palais de Tokyo, 2007, París.